# Deutschordenskommende Nürnberg

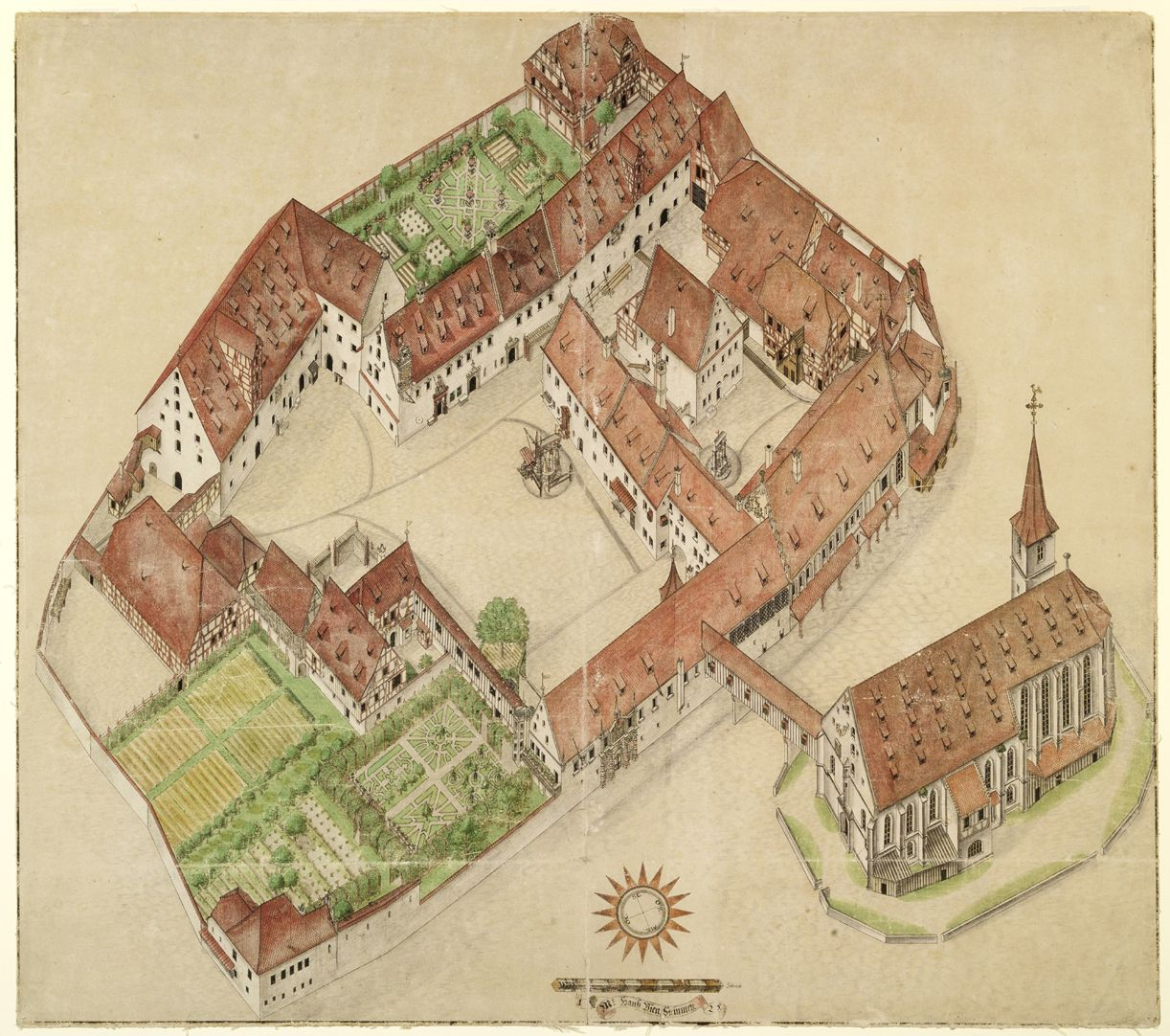
Zeichnung der Deutschordenskommende 1625 – der hölzerne Gang wurde 1632 entfernt

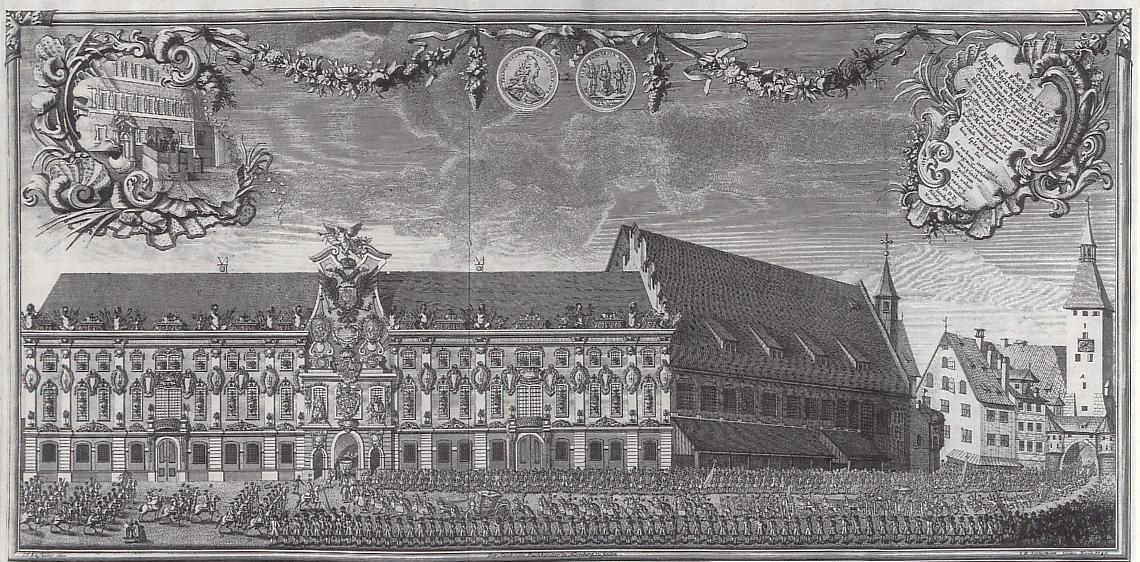
Die Deutschordenskommende 1746

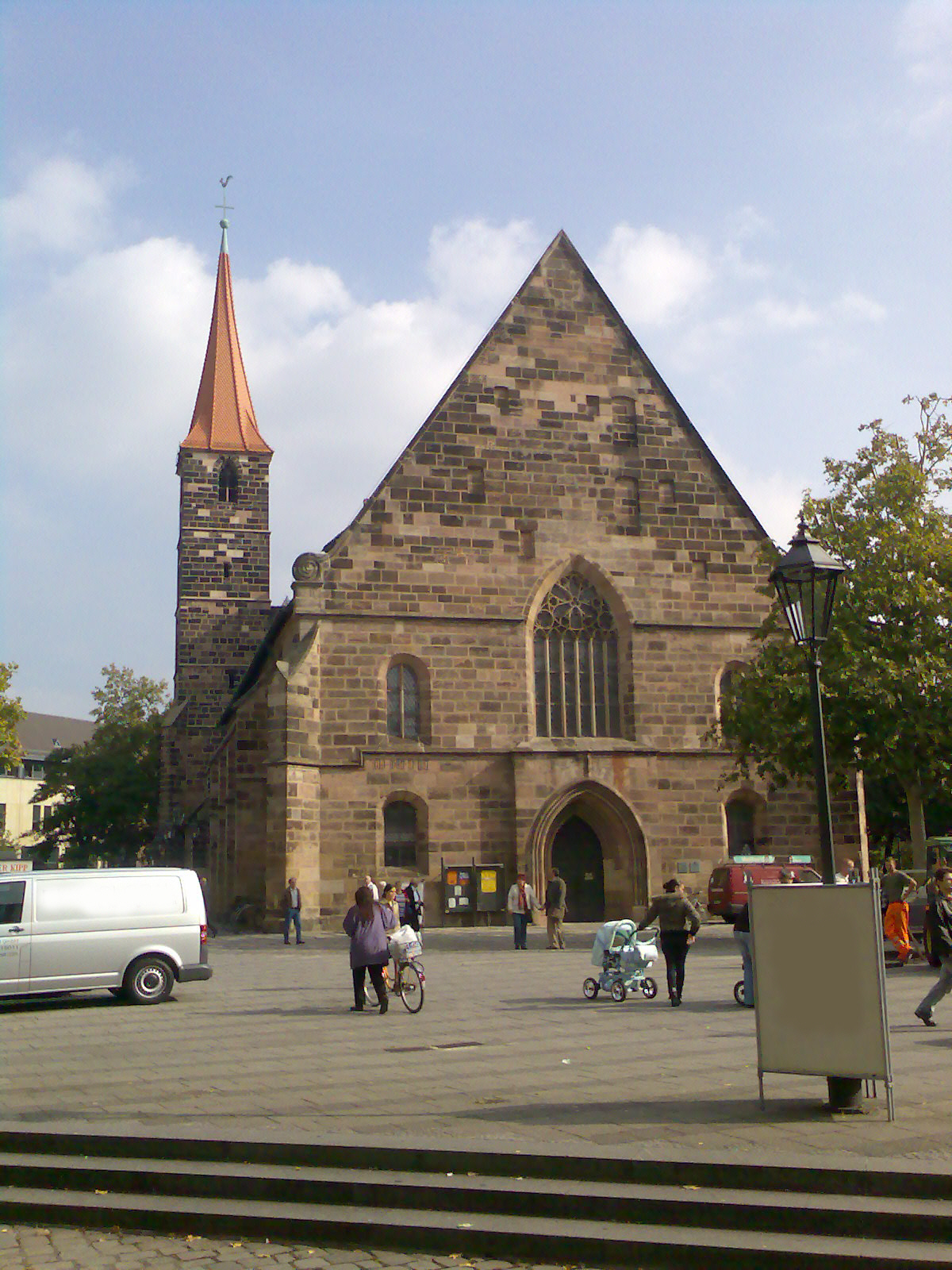
In der Kirche St. Jakob in Nürnberg befindet sich eine für Franken einzigartige Sammlung von Aufschwörschilden des Deutschen Ordens

Die Kommende Nürnberg war eine der bedeutendsten Kommenden des Deutschen Ordens. Sie gehörte der Ballei Franken an und spielte innerhalb der Ballei neben dem Haupthaus, der Landkommende Ellingen, eine zentrale Rolle. Die Kommende Nürnberg war als Teil des Deutschen Ordens ein reichsunmittelbarer Stand und wie die Stadt direkt dem Kaiser unterstellt.

## Geschichte
Am 20. Februar 1209 schenkte König Otto IV. dem Deutschen Orden einen Reichshof vor Nürnberg mit der bereits bestehenden Jakobskapelle. Dort errichtete der Orden sogleich eine Kommende, die erst zur Wende vom 14. zum 15. Jahrhundert in die Stadt Nürnberg einbezogen wurde, als diese eine neue, größere Stadtmauer errichtete. An Stelle der Jakobskapelle wurde 1283/90 die Jakobskirche errichtet.
1216 schenkte der spätere Kaiser Friedrich II. dem Orden die Burgkapelle St. Margaretha auf der Nürnberger Burg und 1230 ein bereits 1210 errichtetes Spital, das später nach der 1235 heiliggesprochenen Elisabeth von Thüringen Elisabethspital benannt wurde und in dem auch die Elisabethkapelle stand. Mit dem Elisabethspital betreute die Kommende eines der größten Deutschordensspitäler im Heiligen Römischen Reich. 1234 wurden dem Orden von König Heinrich VII. der Siechkobel St. Johannis, die Großweidenmühle, die Kleinweidenmühle  und die Almosmühle geschenkt.
Durch weitere Schenkungen und durch Kauf erweiterte die Kommende stetig ihren Besitz und verfügte über umfangreiche Güter sowie Grundstücke und Ortschaften in Nürnberg (Deutschherrnwiese, Deutschherrenbleiche, Himpfelshof) und im Nürnberger Umland. Darüber hinaus besaß die Kommende Nürnberg Rechte und Besitzungen in fast hundert Ortschaften in Franken, Schwaben sowie der Oberpfalz, die in Vogteien oder Ämtern organisiert wurden (z. B. Postbauer, und Schneidheim, Hüttenheim etc.). Ehemals selbstständige Kommenden wie Eschenbach wurden der Kommende Nürnberg unterstellt.
1333 unterstellte Kaiser Ludwig IV. die Kommende den Burggrafen von Nürnberg als Schirmherrn. Bereits Mitte des 14. Jahrhunderts durch die lang andauernden Litauerkriege in eine wirtschaftliche Krise geraten, musste der Deutsche Orden 1419 einen Großteil seiner Nürnberger Besitzungen, die innerhalb der Stadtmauer und außerhalb der Ordensgebäude lagen, an die Reichsstadt Nürnberg verkaufen, da der Orden die Mittel brauchte, um, infolge der Niederlage in der Schlacht bei Tannenberg und des Ersten Friedens von Thorn beträchtliche Zahlungen an das Königreich Polen und das Großfürstentum Litauen zu leisten.
1525 musste sich die Kommende dem Schutz der Reichsstadt Nürnberg unterstellen, um so dem Bauernaufstand zu entgehen. Erst ein Urteil des Bundestages zu Ulm im Jahre 1529 konnte sie aus der Abhängigkeit befreien.
Nürnberg schloss sich 1525 nach dem Nürnberger Religionsgespräch der Reformation an und die Deutschordenskommende war die einzige katholische Enklave in der evangelisch-lutherischen Stadt. Die Reichsunmittelbarkeit des Ordens und seine Konfession führten zu häufigen Auseinandersetzungen mit der Stadt. Die Stadt unterließ aber die gewaltsame Einbringung der Deutschordenskommende in das Stadtgebiet, da man militärische Gegenaktionen des Kaisers fürchtete. Die Kommende verlor aber die freien Nutzungsrechte (nicht das Eigentum) für die Jakobskirche an die Reichsstadt. Der Innere Rat besetzte 1528 die Predigtstelle bei St. Jakob mit Johannes Frosch, dem früheren Karmeliterprior von Augsburg und einem Freund Martin Luthers. 1533 setzte der Rat durch, dass in den Kirchen St. Jakob und St. Elisabeth der Gottesdienst nach der neuen Brandenburgisch-nürnbergischen Kirchenordnung gefeiert wurde. Der Deutschmeister protestierte ohne Erfolg, und so fanden in der Folgezeit nur noch sporadisch katholische Gottesdienste für Ordensangehörige in St. Elisabeth statt. Der Gottesdienst wurde von ersten Kaplan (Präses), mit Unterstützung durch Kapuziner aus Neumarkt und durchreisenden Priestern in der Elisabethkapelle hinter verschlossenen Türen abgehalten. Die Spitalkapelle war der Vorgängerbau der Elisabethkirche.
Erst 1601 verfügte der Hochmeister und Erzherzog von Österreich Maximilian III., dass in St. Elisabeth wieder regelmäßig katholische Messen gefeiert wurden.
Während des Dreißigjährigen Kriegs zur Zeit der Besetzung durch die Schweden konnte von 1632 bis 1635 kein katholischer Gottesdienst mehr in der Elisabeth-Kapelle gehalten werden. 1632 übergab König Gustav Adolf die Jakobskirche der Stadt Nürnberg und leitete umfangreiche Renovierungen ein. Im Zuge des Westfälischen Friedens wurde die Jakobskirche 1648 an den Deutschen Orden zurückgegeben.
Während der Orden mit der Reichsstadt bis Ende des 18. Jahrhunderts nie zu einem endgültigen Ausgleich gelangte, einigte er sich mit den Markgraftümern in mehreren Rezessen grundlegend, ein Beispiel war der Austausch der meist zum Amt Ulsenbach gehörenden Streubesitzungen um Dietenhofen westlich von Nürnberg gegen ehemals zum Kloster Heilsbronn gehörende Güter. Die Verwaltungsreform des Ordens von 1789, bei der die Ballei Franken in das Meistertum Mergentheim eingegliedert wurde, wandelte die Kommende Nürnberg in ein Obervogteiamt um und unterstellte dieses dem neugebildeten Oberamt Ellingen. Die Hardenbergische „Revindikation“ betraf 1796 allein die im Ansbachischen liegenden Güter (Eschenbach), die von Frankreich zum 1. August 1806 an Bayern übergeben wurden. Dieses hatte das Amt Postbauer schon am 16. November 1805 in Besitz genommen, die Kommende in Nürnberg folgte zusammen mit der Reichsstadt am 27. September 1806. Die Deutschordenskommende Nürnberg wurde 1806 vom Königreich Bayern aufgehoben und 1809 endgültig säkularisiert. Nach 600 Jahren hatte der Deutsche Orden aufgehört, in Nürnberg zu existieren.
1785 wurde noch mit dem Bau der St.-Elisabeth-Kirche begonnen, die jedoch zu Zeiten des Deutschen Ordens in Nürnberg nicht mehr fertiggestellt werden konnte. Der unfertige Kuppelbau diente nach der Säkularisation als staatliches Baumagazin und Militärdepot, später als Notkirche. Die Kirche wurde erst 1902 fertiggestellt und nach der Frauenkirche die zweite katholische Pfarrkirche Nürnbergs.

### Komture der Kommende Nürnberg (Auszug)
| - Arnold (ca. 1236) - Cunradus (zw. 1236 u. 1241) - Bertoldus (vor 1241–1242) - Walther von Hornberg (1259) - Heinricus (1262) - Cunradus (1267) - Ulrich von Ulm (1271/72) - Konrad von Ursensollen (1279–1289) - Marquard von Mässing (1291–1295) - Dietrich der Greuel (1303) - Konrad von Gundelfingen (1305/1306) - Ulrich von Trockau (1311–1313) - Zurch von Stetten (1316/17) - Berthold von Henneberg (1318–1329) - Ludwig von Eyb (1326) (?) - Heinrich von Heimburg (1329) - Eberhard von Hertenstein (1339) - Poppo von Henneberg (1344) - Otto von Heideck (1344) | - Heinrich von Keilholz (1344) - Kunemund (1345) - Rudolf von Staufeneck (1350) - Hermann Küchenmeister von Nordenberg (1350) - Poppo von Henneberg (1350/51) - Gottfried Fuchs (1356, 1358–1360, 1362–1369) - Heinrich von Rindsmaul (1356/57) - Ludwig von Wertheim (1372–1389) - Konrad von Egloffstein (1390–1392) - Ludwig von Wertheim (1393–1419) - Arnold von Hirschberg (1419–1424) - Johann von Frankenstein (1426/27) - Eberhard von Stetten (1429–1443) - Ulrich von Lentersheim (1444–1448) - Simon von Leonrod (1449/50) - Hartung von Egloffstein (1451–1460) - Martin von Eyb (1463/64) - Melchior von Neuneck (1476–1491) - Wolfgang von Eisenhofen (1492–1527) | - Philipp von Heusenstein - Philipp von Weingarten (um 1542) - Meinhard von Wallbronn - Hans Melchior Keller von Schleiten - Hans Hercules von Berlichingen (1560–1565) - Volpert von Schwalbach (um 1571) - Johann Konrad Schutzbar genannt Milchling (um 1612) - Caspar Moritz von Türheim - Georg Wilhelm von Elkershausen (1643–1654) (?) - Anselm Kasimir Friedrich Groschlag von Dieburg - Johann Adolf Loesch von Hilkerthausen (1658–1663) - Georg Eitel Rau von Holzhausen (1677–1681) - Karl Schweikard von Sickingen (1687–1693) - Adam Maximilian von Ow (1702) - Friedrich Wilhelm von Harstall (1706/1707) - Philipp Benedikt Forstmeister von Gelnhausen - Hans Johann von Knöringen (1718–1735) - Konrad Christoph von Lehrbach (1764–1767) - Georg Carl Adam von Hirschberg (1767–1787) |

## Nach der Säkularisation

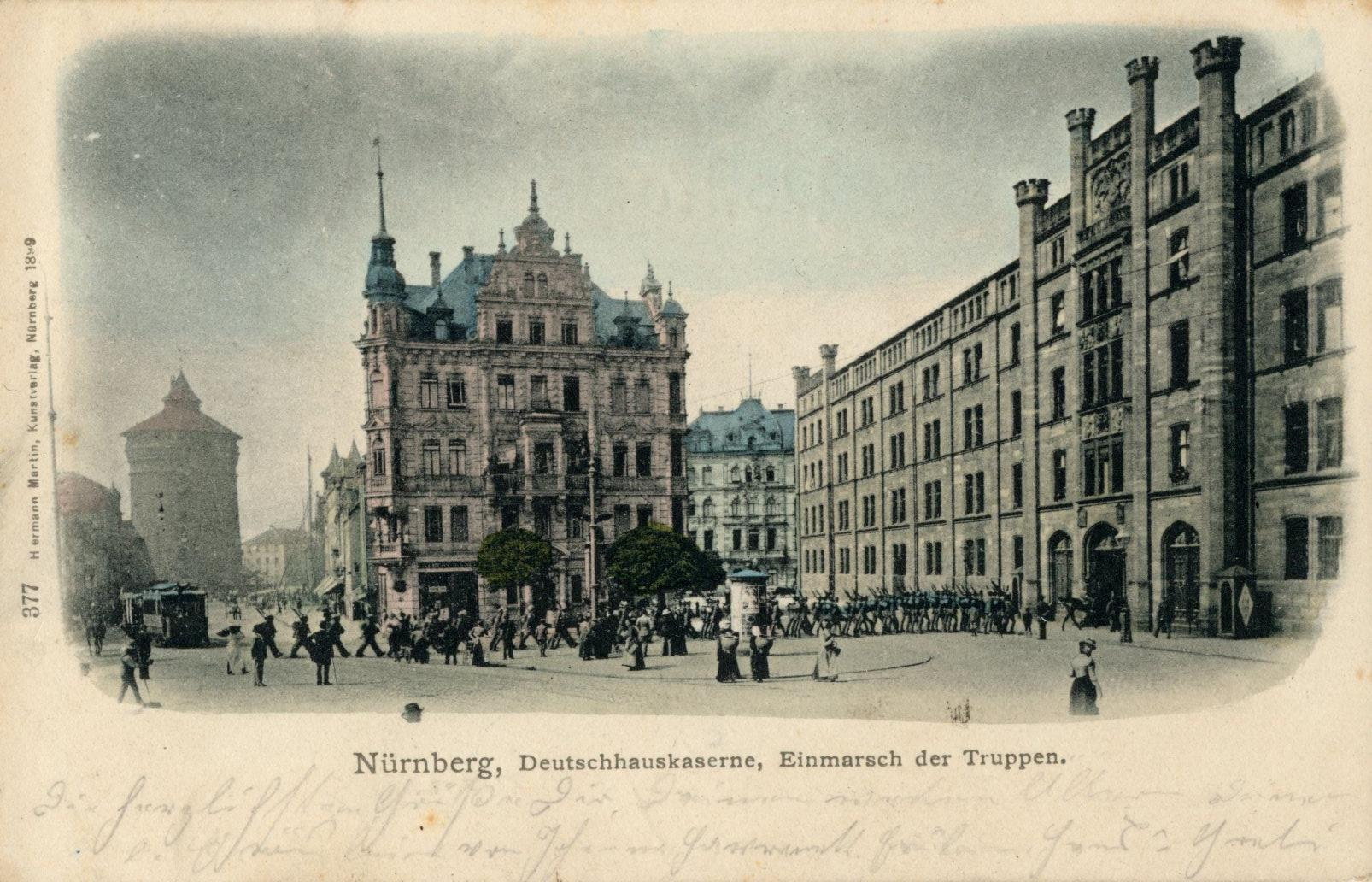
Deutschhauskaserne – um 1910

Nach der Säkularisation wurde das Areal als Reiterkaserne verwendet. In den Jahren 1862–1865 wurden die Hauptgebäude des Ordens abgerissen und durch den Neubau der Deutschhauskaserne im gotisierenden Stil ersetzt. 1906 wurde geplant, den Nürnberger Justizpalast auf dem Gelände der Deutschhauskaserne zu errichten, dieser Plan wurde jedoch fallen gelassen. In der Zeit des Nazi-Regimes war in der Kaserne das Hauptquartier der Geheimen Staatspolizei Nürnberg untergebracht.
Am Ende des Zweiten Weltkriegs wurde die Deutschhauskaserne durch Bombentreffer größtenteils zerstört und danach abgerissen. Auf dem Gelände wurden die Ämtergebäude des Polizeipräsidiums Mittelfranken neu errichtet.

## Neugründung der Kommende
Nach 201 Jahren wurde 2007 die Kommende durch den Deutschen Orden in Nürnberg wiedergegründet.

## Galerie

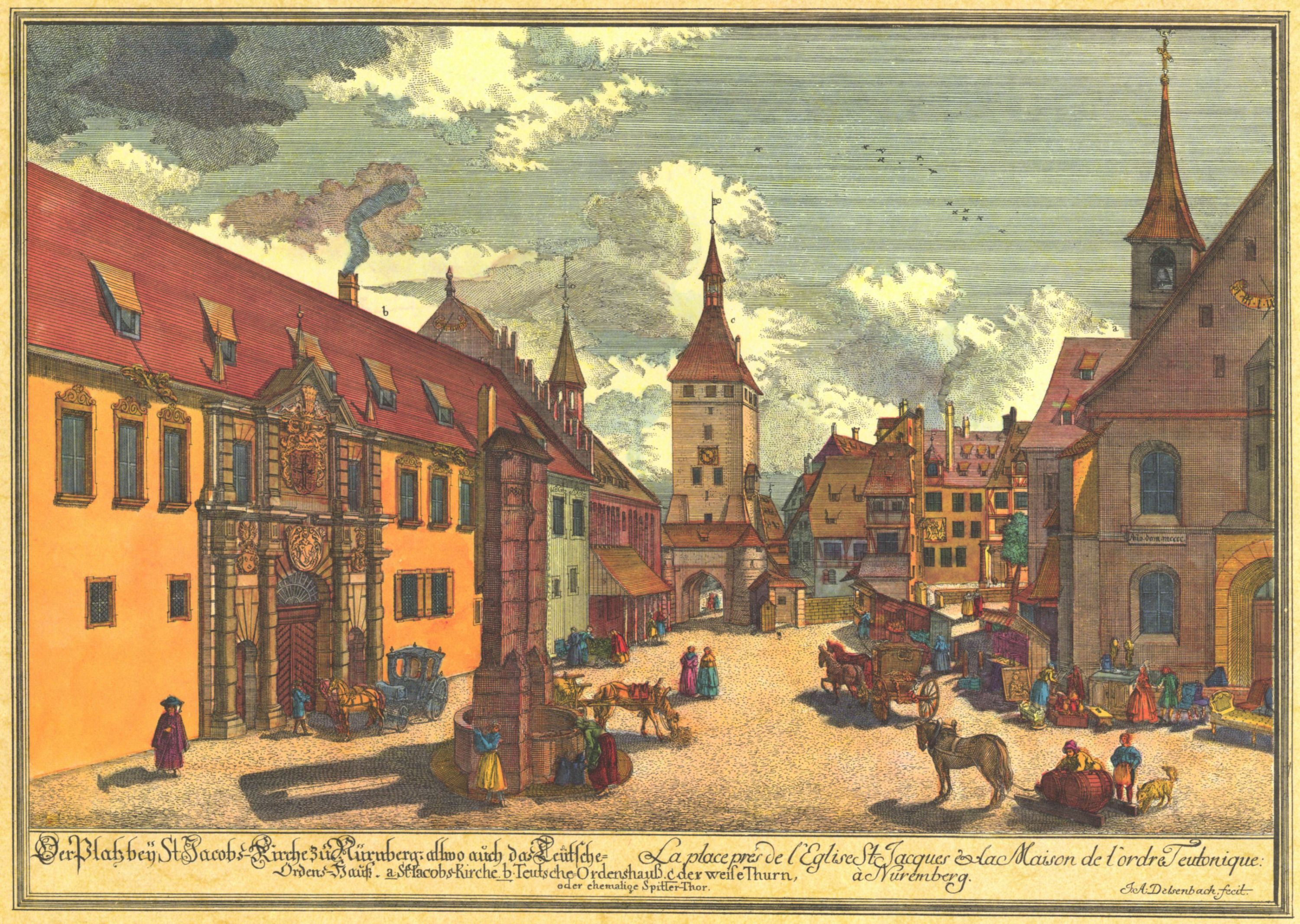
Johann Adam Delsenbach Deutschordenshaus Weißer Turm
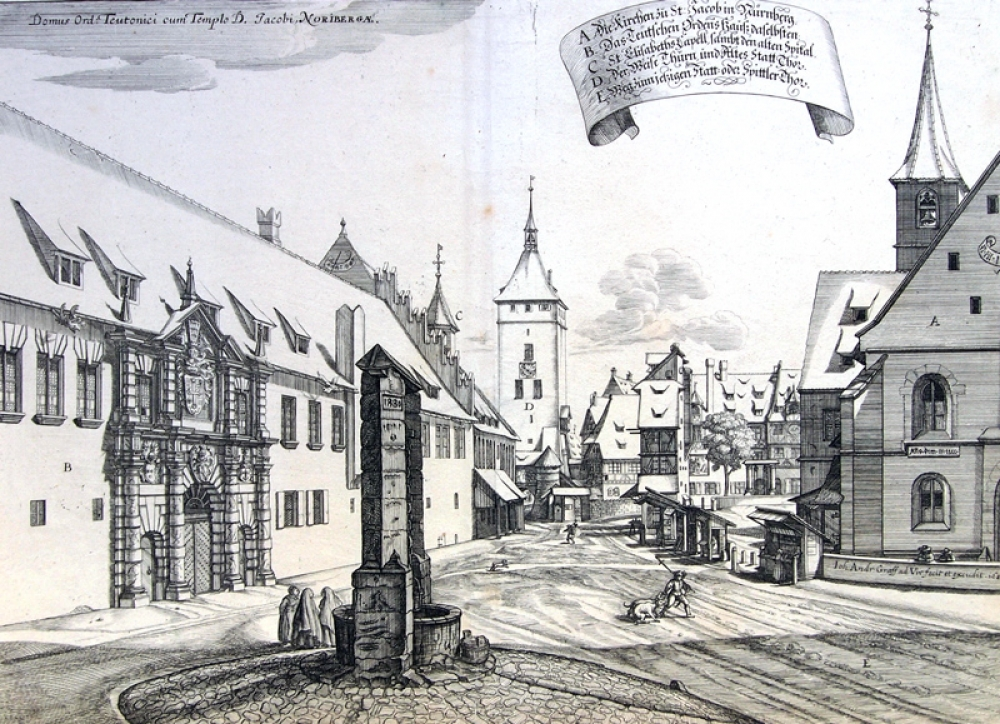
Johann Andreas Graff: Jakobsmarkt Deutschordenshaus
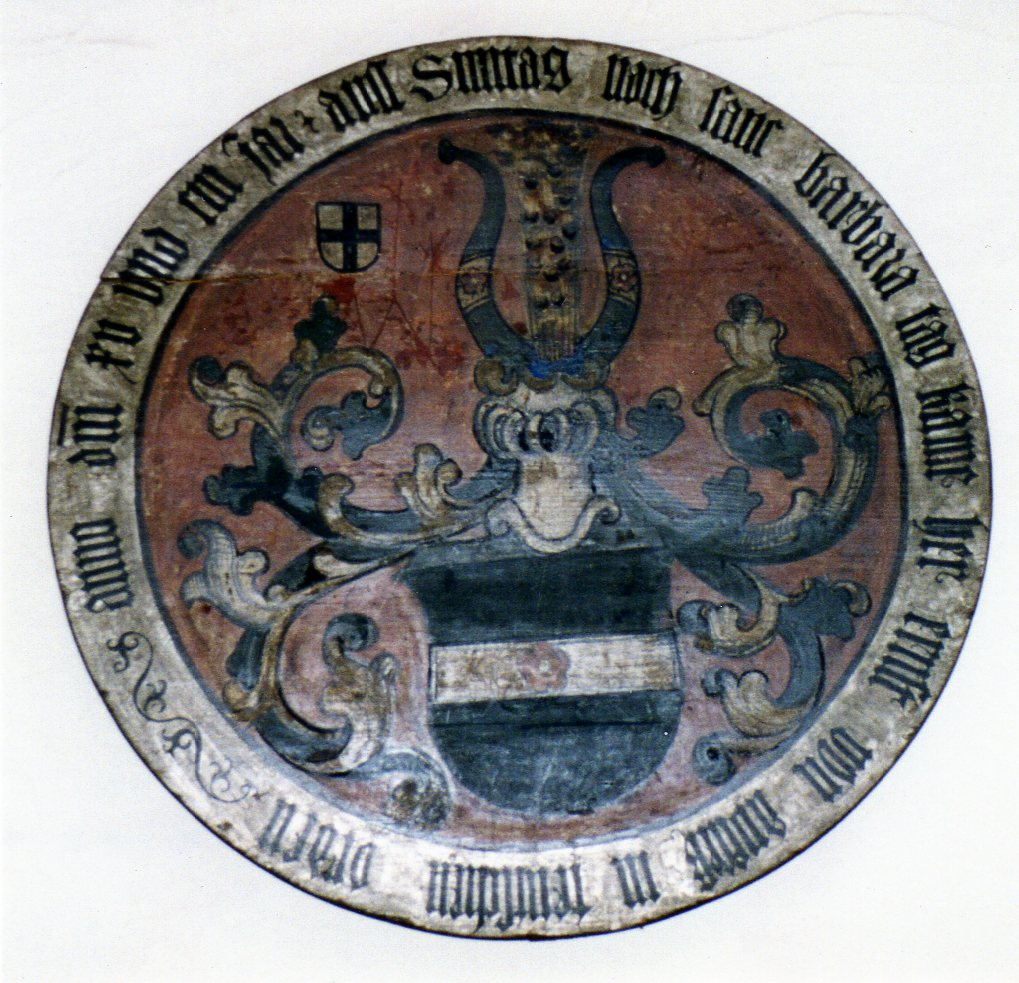
Aufschwörschild des Ernst von Aufseß
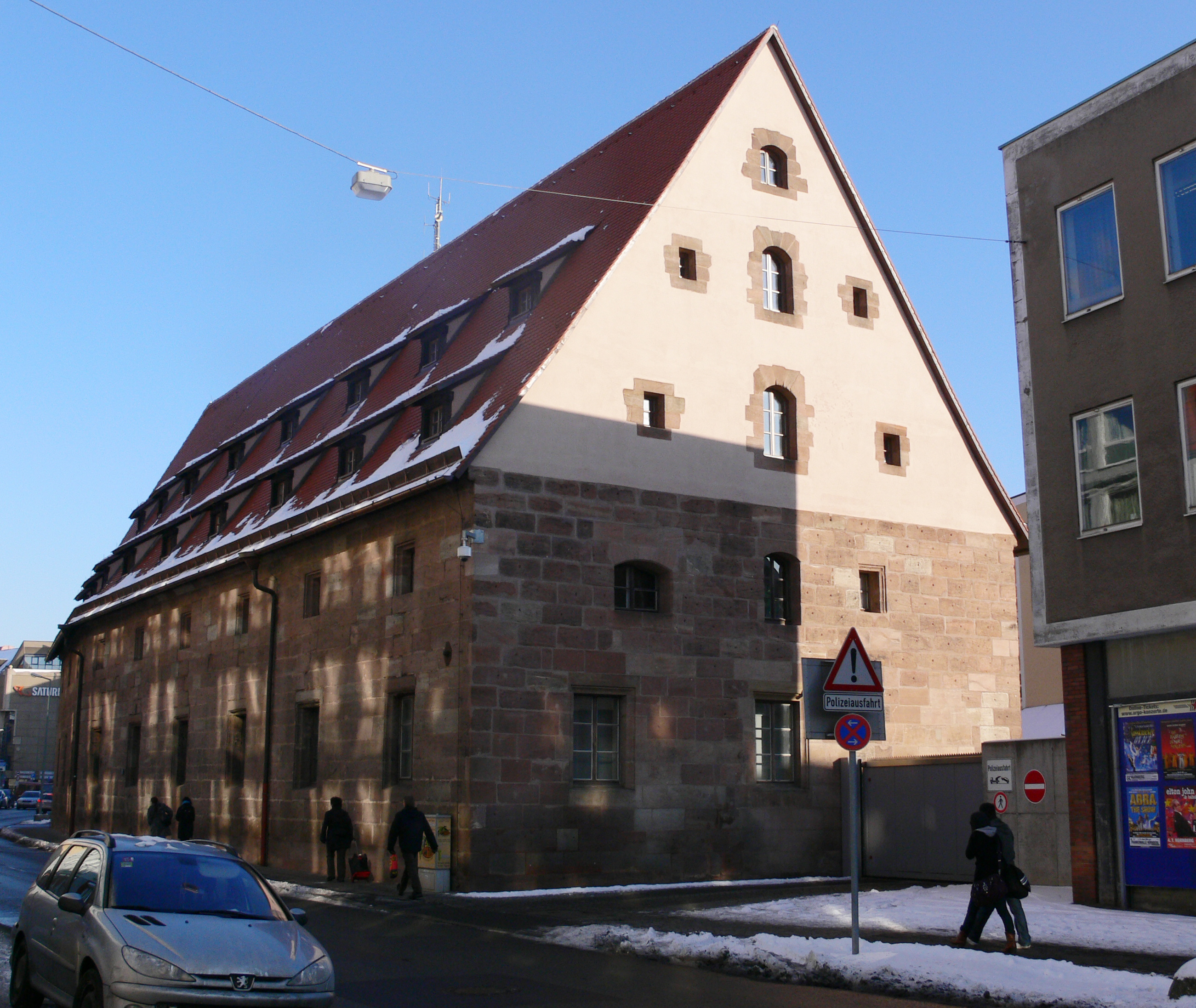
Das ehemalige Kornhaus der Kommende in der Schlotfegergasse
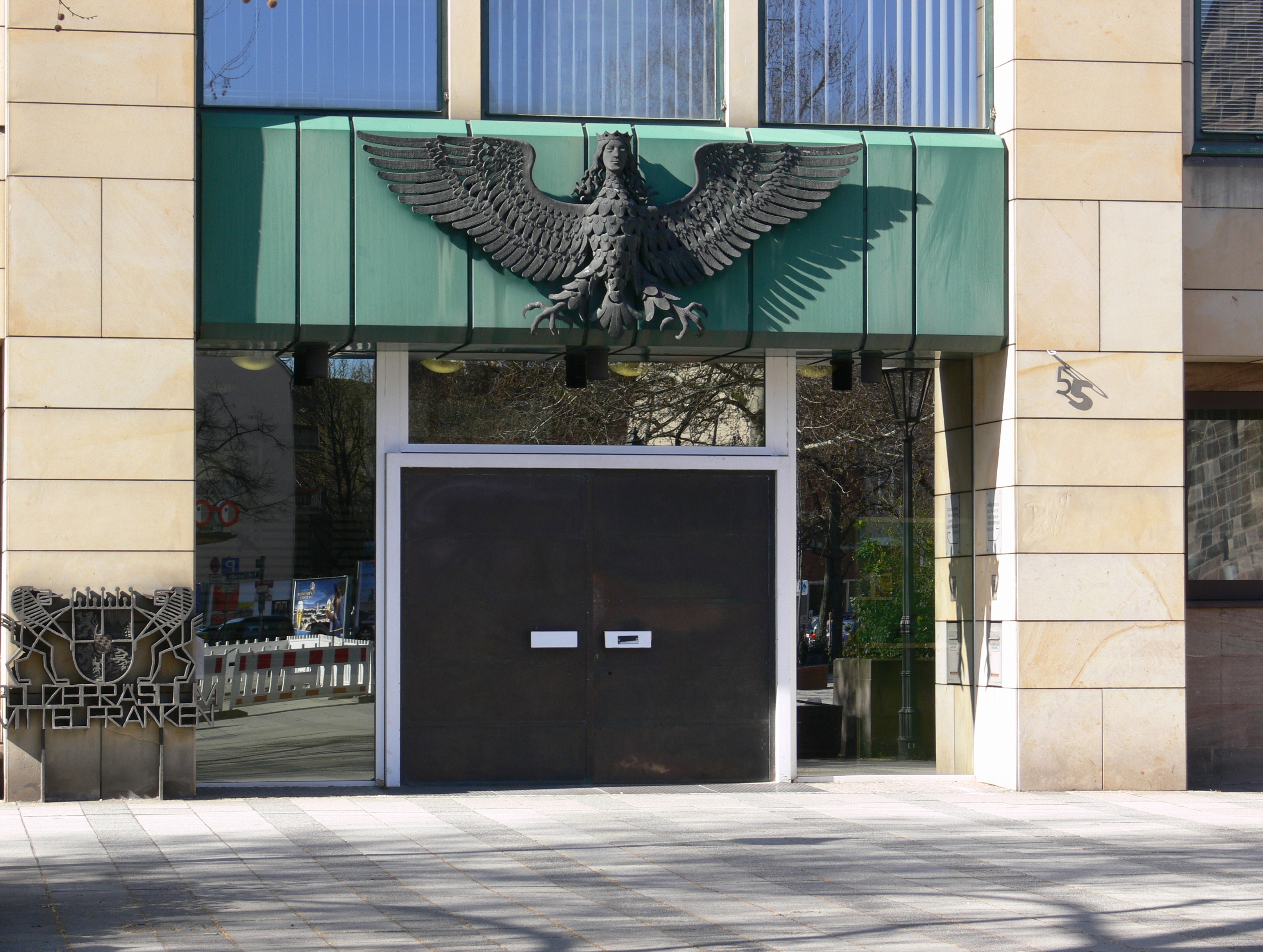
Eingang des Polizeipräsidiums
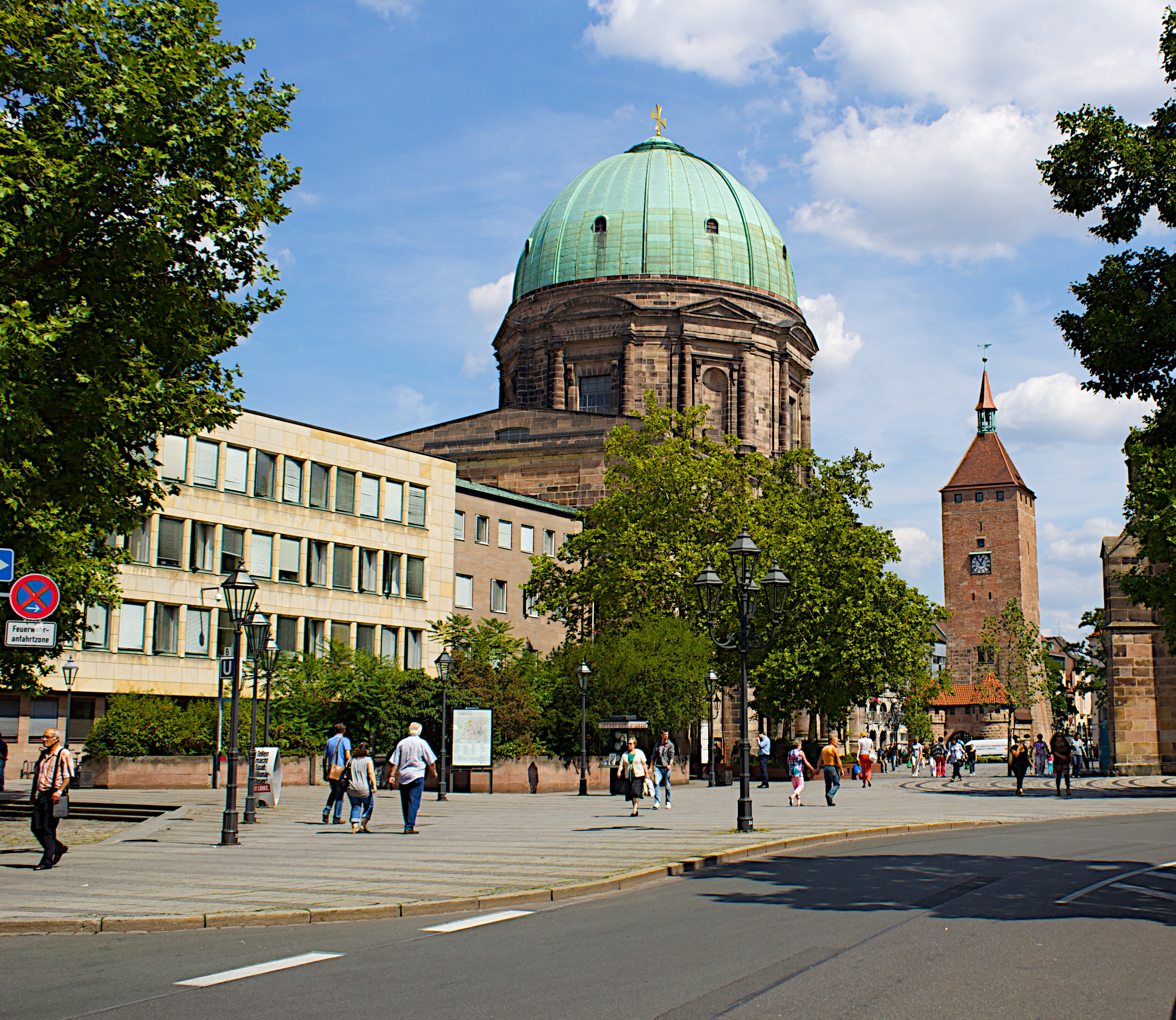
Neubau des Polizeipräsidiums